# Jardim Camburi
Jardim Camburi é o bairro mais populoso do estado do Espírito Santo e está localizado na parte continental da cidade de Vitória. Faz divisa, ao norte, com o município da Serra. Também é limitado pela Praia de Camburi e pela Rodovia Norte-Sul. É isolado dos demais bairros de Vitória, pois é vizinho de uma grande área reservada, que compreende o Aeroporto de Vitória, o Shopping Mestre Álvaro, a mata de restinga e a estação de tratamento das águas.
Surgiu de um loteamento aprovado em 1928, no qual, somente em 1967, foram construídas cem casas. Este loteamento, de propriedade da Imobiliária Camburi (José Maria Vivacqua), não apresentou as obras de infraestrutura necessárias à ocupação. Dentro da área do bairro estão inseridos vários conjuntos residenciais de prédios, como, por exemplo, o Santa Paula, Vina del Mar, Residencial Barras, Residencial Clube e o Edifício Jardim Camburi.  
Consta um loteamento complementar ao bairro feito em 1970: Balneário de Camburi, com área total de 809.991,00 m². Devido à distância do bairro em relação ao Centro da cidade e bairros vizinhos, surgiram instalações comerciais e de serviços de uso cotidiano. Isso fez com que o bairro se tornasse bastante independente em relação ao resto da cidade.
O bairro surgiu da construção de um conjunto, com edifícios com limites de três e quatro andares. Na década de 1990, a lei que restringia a altura dos prédios no bairro foi modificada. Hoje, existem prédios com até 10 pavimentos, com elevadores e áreas de lazer.
É um local com toda a infraestrutura necessária para uma boa qualidade de vida. Possui um comércio autossuficiente, inclusive com um shopping center. Há também, no bairro, muitas praças, feirinhas e ótimos restaurantes, dos mais variados tipos, além de um parque municipal, o Parque da Fazendinha.
Uma pesquisa realizada pela Associação dos Moradores, indica que 88% dos moradores acham ótimo residir no bairro, 7% acham regular e apenas 5% gostariam de deixar o bairro.

## Atlântica Ville
Conhecido como Conjunto Residencial Atlântica Ville, trata-se de um conjunto de prédios residenciais criado no início dos anos 80 do século passado pela Companhia Habitacional do Espírito Santo (COHAB/ES). Situa-se no bairro Jardim Camburi, na cidade de Vitória, Estado do Espírito Santo.
Inicialmente projetado para a aquisição durante longos anos de financiamento  por, principalmente, operários da Companhia Vale do Rio Doce (CVRD) e Companhia Siderúrgica de Tubarão (CST).
Com a crescente importância imobiliária que o bairro Jardim Camburi passa a exercer sobre a cidade de Vitória, o conjunto com o passar dos anos vem se valorizar cada vez mais e cresce em matéria de capital social.

## Parque Botânico
Inaugurado em 2004, o Parque Botânico Vale (PBV) fica localizado dentro do Complexo Industrial de Tubarão (ES). Sua entrada se da pela ladeira de acesso a Atlântica Ville. Com uma área de 33 hectares, o parque está inserido no Cinturão Verde da Vale e mostra aos visitantes o processo de restauração florestal e conservação da Mata Atlântica, estabelecendo a integração entre a comunidade e a Vale.
O parque possui flora diversificada com mais de 140 espécies de árvores como pau-brasil, jacarandá, ipê, além da fauna silvestre como caticoco, gambás, saguis e várias espécies de aves que podem ser vistas em cinco trilhas ecológicas. O orquidário possui cerca de 500 mudas nacionais e internacionais.

## Parque da Fazendinha
O Parque da Fazendinha, o único parque público do bairro, foi inaugurado em junho de 2004, um trabalho do ex Vereador Maurício Leite, possui quase 23 mil metros quadrados e fica localizado entre os bairros Jardim Camburi e de Fátima, ao lado da rodovia Norte-Sul.
Nele existem árvores frutíferas, como mangueiras, cajueiros, jambeiros e laranjeiras, e de exemplares de Mata Atlântica introduzidos naquele ambiente. E, serve de moradia para aves, mamíferos e peixes. Na região central existe uma nascente e um grande lago. E, na parte mais elevada, existe um platô, que serve de mirante natural.
O parque funciona de terça a domingo, das 7 às 18 horas, e possui duas entradas, uma pela rua Eugênio Pacheco de Queiroz, em Jardim Camburi, e a outra pela rodovia Norte-Sul, próximo ao posto Mirante, em Bairro de Fátima.

## Vida Noturna
Com o advento do que ficou popularmente conhecida como Lei Seca, em 2008, que estabeleceu tolerância zero para alcoolemia de condutores e agravou as penas sobre o motorista que dirigir alcoolizado, começaram a surgir novas opções de entretenimento noturno espalhados pela Região Metropolitana de Vitória. 
Como parte desse movimento, surgiram, na Av. Judith Leão Castello Ribeiro, em Jardim Camburi, várias opções de bares e restaurantes, conjunto que rapidamente ganhou o nome informal de Laminha, uma referência à famosa Rua da Lama, em Jardim da Penha, que há décadas concentra um grande número de bares.

## Expansão Imobiliária
Na primeira década do século 21, Jardim Camburi experimentou uma explosão imobiliária sem precedentes no bairro. Vários edifícios altos tomaram o lugar de casas e a população do bairro aumentou em ritmo acelerado. Se, pelo Censo de 2000, o bairro contava 23.882 habitantes, no Censo seguinte, em 2010, o IBGE contou 39.157 moradores.
É desse período o início da ocupação do loteamento Santa Terezinha, localizado à margem da Rodovia Norte-Sul. Ali se encontram o Shopping Norte-Sul, inaugurado em 2003, a Faculdade Estácio de Sá, além de vários edifícios residenciais e pontos de comércio, como bancos, bares e padarias.
A expansão da indústria da construção civil no bairro, embora tenha trazido uma série de comodidades e melhorias para os habitantes do bairro, causou também algumas externalidades negativas, especialmente o excesso de tráfego de automóveis e a poluição sonora. Por isso, vem-se discutindo, na revisão do Plano Diretor Urbano da cidade, formas de se mitigar esses problemas.